# Akif Pirinçci

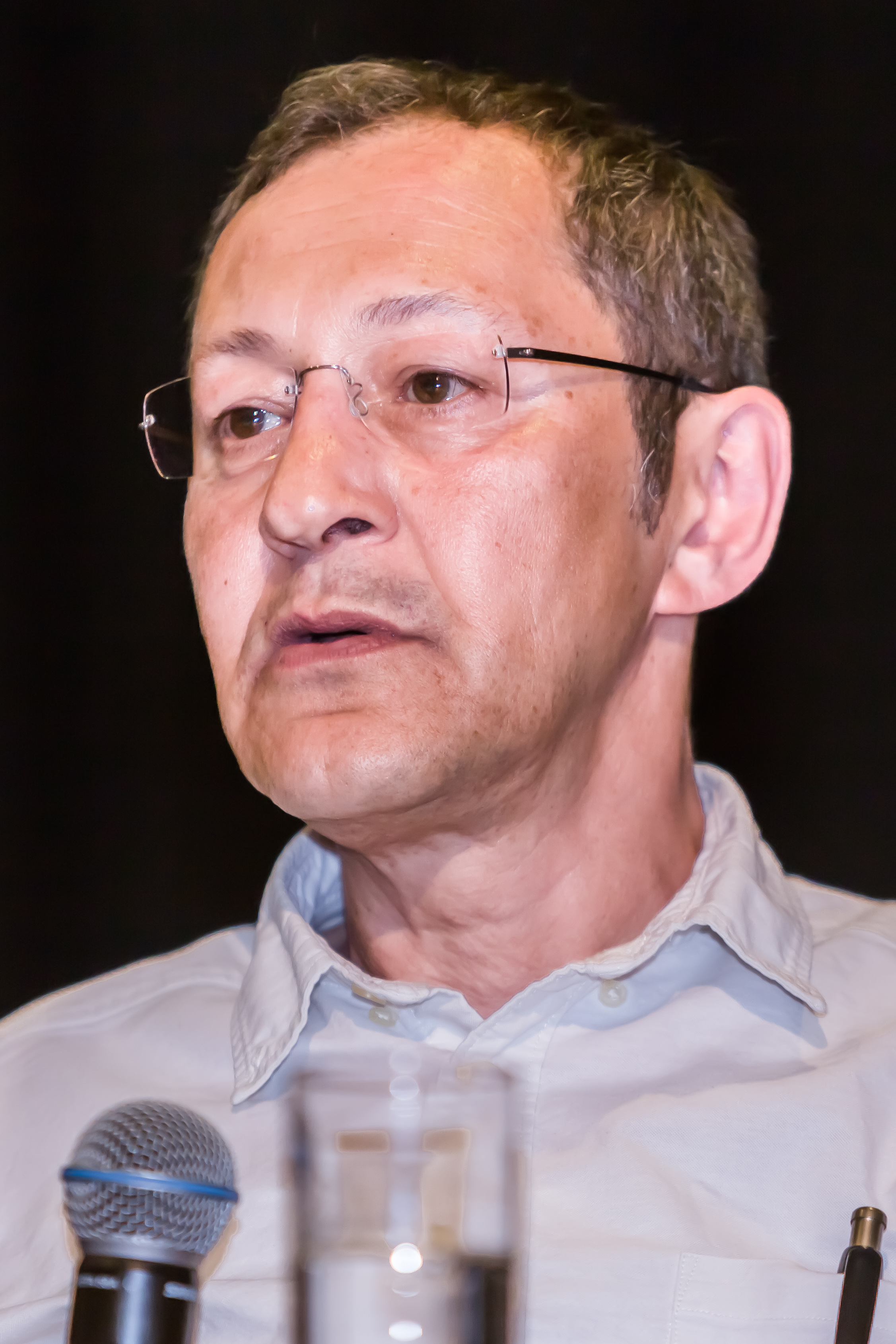
Akif Pirinçci (2014)

Akif Pirinçci [piˈɾint͡ʃd͡ʒi] (* 20. Oktober 1959 in Istanbul) ist ein deutsch-türkischer Schriftsteller. Er wurde durch seine Katzen-Kriminalromane, beginnend mit Felidae (1989), international bekannt.
Seit 2012 betätigt er sich als gesellschaftspolitischer Kommentator und als Redner bei rechtspopulistischen und islamfeindlichen Veranstaltungen. Pirinçci wurde wegen strafrechtlich relevanter Äußerungen sechs Mal verurteilt, unter anderem wegen Volksverhetzung, und mindestens einmal zivilrechtlich wegen Schmähkritik. Die Urteile sind teilweise noch nicht rechtskräftig.

## Leben
Pirinçci kam 1969 mit seinen Eltern und seiner älteren Schwester aus der Türkei nach Deutschland. Die Familie wohnte zunächst in Ulmen (Eifel) und zog 1970 nach Weißenthurm. Der Vater arbeitete unter anderem als Lastwagenfahrer, die Mutter als Fabrikarbeiterin. Pirinçci besuchte nach Episoden an Gymnasium und Realschule die Hauptschule, die er mit einem Abschluss verließ.
Als Schüler begann er, Drehbücher und Geschichten zu schreiben. Im Jahr 1974 produzierte der Bayerische Rundfunk seinen Kurzfilm Herbert K. oder Die Pflicht zu jung zu sein. Zwei Jahre später gewann er mit seinem Science-Fiction-Hörspiel Die seltsame Krankheit der Nummer 48971 den ersten Preis eines Wettbewerbs des Hessischen Rundfunks. Das Hörspiel wurde ins Ausland verkauft, ehe Pirinçci mit der Kurzgeschichte Am Ende aller Zeit, die in der Anthologie Die Anderen des Heyne Verlags veröffentlicht wurde, 1979 als Schriftsteller debütierte. In Wien studierte er eine Zeitlang Filmwissenschaft. Seine nach dem Studium als Auftragsarbeit geschriebenen Drehbücher wurden kaum verfilmt. Sein zweiter Roman Felidae wurde ein Millionenerfolg und brachte ihm finanzielle Unabhängigkeit.
Pirinçci lebt in Bonn. Seine Ehefrau, mit der er einen Sohn hat, trennte sich 2013 von ihm.

## Romane und Verfilmungen

### Tränen sind immer das Ende
1980 erschien im Selbstverlag Pirinçcis erster Roman, die Liebesgeschichte Tränen sind immer das Ende. Nach einem provokativen Fernsehauftritt Pirinçcis in der ZDF-Sendung Litera-Tour wurde man im Goldmann Verlag auf den jungen Autor aufmerksam und vereinbarte den Druck von 20.000 Exemplaren, ohne vom Inhalt des Buches Kenntnis erlangt zu haben. Der Roman, der mit Bezügen zur englischen Schauerromantik, Horror und Beat Generation durchsetzt ist – der Titel geht auf einen Vers Allen Ginsbergs zurück –, weist laut Tom Cheesman auf Pirinçcis spätere Romane hin, in denen er sich der ernsthaften Literatur bedient, ohne selbst vorzugeben, hochliterarische Werke zu verfassen. Nach Tom Cheesman war Pirinçci bereits in seinem ersten Roman nicht als türkisch-deutscher Autor erkennbar, was im Rückblick einem Manifest der individuellen Befreiung von der einst türkischen Herkunft gleichkomme. „Wer hofft, in seinem Buch etwas über das Denken und Fühlen der zweiten Ausländergeneration zu erfahren, wird enttäuscht: über Türken und deren Probleme schreibt er so gut wie nichts“, hieß es in einer Zeitungsreportage über Debüt und Autor.

### Felidae
Der Durchbruch als Schriftsteller gelang ihm 1989 mit Felidae, einem Detektivroman mit einer Katze als Hauptfigur. Das Buch wurde in siebzehn Sprachen übersetzt. Mit Francis (1993), Cave Canem (1999), Das Duell (2002), Salve Roma! (2004), Schandtat (2007), Felipolis (2010) und Göttergleich (2012) erschienen Fortsetzungen der Katzenkrimis. Im Zuge dieses Erfolgs wurde auch sein bis dahin wenig erfolgreiches Erstlingswerk wieder aufgelegt. 1994 wurde eine Adaption des Romans als Zeichentrickfilm veröffentlicht. Pirinçci schrieb zusammen mit Martin Kluger das Drehbuch. Unter der Regie von Michael Schaack verliehen unter anderem Mario Adorf, Klaus Maria Brandauer und Helge Schneider den Katzen ihre Stimmen.
Der 1989 veröffentlichte Roman trug dazu bei, dass Pirinçci als „Erfinder des modernen Tierkrimis“ bezeichnet wurde. 1990 erschien Rita Mae Browns Wish You Were Here mit einer Katze als Ermittlerin. Der erste Band der Mrs.-Murphy-Reihe wurde 1992 ins Deutsche übersetzt. Die Untergattung wurde in der deutschen Literatur von nachfolgenden Schriftstellern wie Leonie Swann mit Glennkill und Garou oder Henning Ahrens (Tiertage) aufgenommen.
Nach Volker Neuhaus ist das Vorbild in der Hard-Boiled School zu finden: „Akif Pirinçci plündert bedenkenlos das Arsenal der amerikanischen Schule mit dankbaren Anleihen bei der britischen Tradition, markierten wie unmarkierten: Der smarte, Chandlers Phil Marlowe nachempfundene Francis trifft den kampferprobten Loner à la John Wayne ebenso wie den Gangsterkönig mit seinen Gorillas, den armchair detective Pascal oder die blinde Schöne.“

### Der Rumpf, Yin, Die Damalstür
1992 erschien der Roman Der Rumpf, in dem ein Mann, der ohne Arme und Beine geboren wurde, in einem Behindertenheim den perfekten Mord plant und ausführt. Der Spiegel weist in einer Rezension darauf hin, dass Pirinçci beim Schreiben nicht an Aufklärung denke und ihm Sozialkritik ein Graus sei. Pirinçci finde, Politik habe „in der Kunst nichts verloren“.
1997 wurde Yin, ein Kriminalroman mit Anklängen zur Dystopie, veröffentlicht: Der Roman erzählt, wie ein Virus die männliche Bevölkerung auslöscht und damit die Frauen in die Lage versetzt, eine neue Gesellschaft ohne Patriarchat und Geschlechterkampf zu begründen. Das Scheitern dieser Utopie lässt die Menschen selbst als ihr eigentliches Virus erscheinen.
In dem 2001 erstveröffentlichten Roman Die Damalstür geht es um einen Maler, der auf ein gescheitertes Leben zurückblickt. Im Rausch stolpert er durch die titelgebende „Damalstür“, die ihn im Leben um zehn Jahre zurückversetzt. So trifft er auf jenen Mann, der er vor zehn Jahren einmal selbst gewesen ist. Der Protagonist beschließt, sich selbst aus dem Weg zu schaffen, damit er mit seiner Frau einen Neuanfang unternehmen kann. Auf der Grundlage dieses Romans schrieb Jan Berger das Drehbuch für den Film Die Tür.

## Rezeption als Schriftsteller

### Autorenrolle
Akif Pirinçci zählte besonders mit seinen Felidae-Romanen lange zu den international erfolgreichsten zeitgenössischen Autoren deutscher Sprache, ohne sich deshalb als Vertreter der Migrantenliteratur kategorisieren zu lassen. „Eine Ausnahme ist Akif Pirincci, der in seiner Villa in Bad Godesberg als Millionär interessante Romane zu schreiben versucht, sich aber ohnehin nicht als Migrantenautor sieht“, meinte der türkische Germanist Yüksel Kocadoru. Metin Buz zählt Pirinçci neben Zafer Şenocak zu jenen Vertretern der zweiten Einwanderergeneration, die sich ihre Themen nicht mehr von der Lebenswelt der Gastarbeiter vorgeben lassen. Tom Cheesman sah in Pirinçcis Debüt eine klare Verortung als deutscher Autor, während es ihm mit den nachfolgenden Werken ähnlich wie Chuck Palahniuk, Lilian Jackson Braun oder Joanne K. Rowling gelungen sei, eine große Leserschaft zu erreichen, indem sie über nationale Grenzen hinweg Ängste angesprochen hätten, die hochentwickelten, westlichen Konsumgesellschaften eigen seien.
Laut Joanna Flinik gehört Akif Pirinçci zu den Autoren türkischer Herkunft, die ihre Sozialisation in Deutschland erfahren haben, im Vergleich zur Generation ihrer Eltern weiter integriert sind und nicht länger auf die Herkunft oder auf Kategorien wie Gastarbeiterliteratur oder Migrantenliteratur festgelegt werden wollen. Neben Pirinçci und Şenocak nennt Joanna Flinik die Lyrikerin Zehra Çırak und konstatiert: „Viele Literaturwissenschaftler verweisen darauf, dass sich vor allem jüngere Migrantenautoren eher dem ewigen Stoff der Literatur – Liebe und Tod – widmen, als dass sie sich lediglich durch das Prisma ihrer Herkunft definieren lassen (wollen)“. Die türkische Germanistin Nuran Özyer wies darauf hin, dass zahlreiche türkische Autoren der ersten Generation ihre Werke noch ins Deutsche übersetzen ließen, während ihre Nachfolger weder deutsche Texte ins Türkische übersetzen noch einen Text auf Türkisch niederschreiben konnten. Laut Marilya Veteto-Conrad stellte sich Pirinçci bewusst gegen seine Kategorisierung als Autor ausländischer Literatur. Er enttäuschte laut eigener Aussage zu Beginn seiner schriftstellerischen Karriere die Erwartung vieler Journalisten, denen er später vorwarf, kulturelle Vorurteile gegenüber Türken zu hegen: „Daß man einem türkischen Schriftsteller nur zutraut, ständig Geschichten über Hassan zu schreiben, der nach Deutschland kommt und hier was von Neofaschisten auf die Mütze kriegt“. 1985 hatte er die Mitarbeit an einer Ausgabe der Zeitschrift für Kulturaustausch bewusst abgelehnt.

### Literarische Bedeutung
Die Literaturkritik ignorierte Pirinçcis Werk. Das Debüt wurde zwar von wenigen Vertretern der jugendlichen Pop-Literatur in Szeneblättern euphorisch aufgenommen, doch sonst weitgehend mit Nichtbeachtung gestraft bzw. der Trivialliteratur zugeordnet. Literatursoziologisch kann Pirinçci als Autor gelten, der sich von seinem Migrationshintergrund emanzipiert: „Die große türkische Migrantenliteratur jedoch läßt noch auf sich warten oder wird vielleicht nie kommen, weil die Nachwachsenden nicht nur deutsch schreiben – wie der blutjunge Akif Pirincci, dessen Erstling zwar gern als trivial abgetan wird, dennoch aber als erster kleiner Erfolg der Zweiten Generation die Lektüre wert ist – sondern auch, weil sie aufhören, als Nichtdeutsche zu denken, zu fühlen und, hoffen wir es, diskriminiert zu werden.“
1994 griff Pirinçci in der NDR Talk Show den Literaturkritiker Marcel Reich-Ranicki mehrmals an. Er warf ihm vor, die Literaturkritik würde eine von der Leserschaft abgehobene Literatur rezensieren; auch wisse er nicht, weshalb man Goethe lesen solle. Dass er nicht rezensiert werde, bekümmere ihn nicht, da die Literaturkritik den erfolgreichsten Schriftsteller der Gegenwart, Stephen King, ebenfalls nicht zur Kenntnis nehme. 1999 wies er erneut auf seinen kommerziellen wie internationalen Erfolg hin, der von der deutschen Literaturkritik nicht wahrgenommen werde, und bedauerte den Mangel an Rezensionen: „Ich habe in zehn Jahren in Deutschland drei Millionen Bücher verkauft, wurde in 35 Sprachen übersetzt, besetzte die britische und japanische Bestsellerliste, es wurden über meine Bücher eine Doktorarbeit und 12 Magisterarbeiten geschrieben, dennoch wird man keine Besprechung über mein Werk finden, die über 20 Zeilen hinausgeht. Vor 20 Tagen kam mein sechstes Buch Cave Canem auf den Markt und verkaufte sich bis heute 30.000-mal.“
Clara Ervedosa erkennt in Pirinçcis Romanen einen „Hang zu ungewöhnlichen Themen und Erzählkonstruktionen sowie zu apokalyptischen Visionen und Gesellschaftskritik“.

### Verfilmung
1994 kam der Zeichentrickfilm Felidae in die Kinos, 2009 Die Tür. Während Pirinçci im ersten Film am Drehbuch beteiligt war, wurde das Drehbuch zum zweiten Film von Jan Berger geschrieben.

## Publizistische und politische Tätigkeit
Im Jahr 2009 gab Pirinçci dem islamfeindlich ausgerichteten Internetportal Politically Incorrect ein Interview, in dem er erklärte, dass er „mit jeder Faser Deutscher“ sei. Seit 2012 meldet er sich vermehrt mit gesellschaftspolitischen Kommentaren in konservativen bis rechtspopulistischen Kontexten zu Wort, unter anderem in der nationalkonservativen Wochenzeitung Junge Freiheit, in der Zeitschrift eigentümlich frei sowie im Online-Portal der Sezession, der Hauszeitschrift der Neuen Rechten. Seit 2014 tritt er außerdem in Burschenschaften, der rechtspopulistischen Pegida, der AfD und der Partei Die Freiheit bei Lesungen auf. Ende 2014 unterlag Pirinçci in einer zivilrechtlichen Auseinandersetzung um beleidigende, homophobe Angriffe auf Facebook und akzeptierte in gleicher Sache Anfang 2015 einen Strafbefehl wegen Beleidigung. Islamfeindliche Hetzkommentare trugen ihm im Herbst 2015 eine 30-tägige Sperre bei Facebook ein.

### BlogAchse des Guten
Von 2012 bis 2013 war Pirinçci regelmäßiger Autor des Blogs Die Achse des Guten. In seinem Beitrag Das Schlachten hat begonnen behauptete Pirinçci, der Todesfall Daniel S. reihe sich ein in eine „Serie von immer mehr und in immer kürzeren Abständen erfolgenden Bestialitäten, die zumeist von jungen Männern moslemischen Glaubens an deutschen Männern begangen werden“. Die Opferzahl dieses laut Pirinçci „schleichenden Genozid[s]“ werde bewusst geheim gehalten. Tobias Kaufmann widersprach Pirinçci daraufhin auf demselben Blog scharf. Er verglich ihn mit Verschwörungstheoretikern und warf ihm die Verwendung von NPD-Rhetorik vor. Scharfe Kritik erfuhr Pirinçci auch von Deniz Yücel (damals taz), der Pirinçcis Duktus nach Form und Inhalt als rechtsextrem bewertet. Jochen Grabler sah in Pirinçci „einen Volksverhetzer, beseelt von Goebbelsscher Perfidie“. Er konstruiere aus einer gewalttätigen Minderheit einer Minderheiten-Religionsgruppe eine völkermordende Bande. Belege habe er jedoch nicht, denn tatsächlich sei die Zahl der von Jugendlichen begangenen Gewalttaten in den vergangenen Jahren zurückgegangen.

### Zeitschrifteigentümlich frei
Im Januar 2014 veröffentlichte Pirinçci auf Facebook und bei eigentümlich frei einen Schmähbrief an eine ehemalige dänische Prostituierte, die in den Tageszeitungen Aftenposten und Die Welt sowie dem australischen Nachrichtenportal news.com.au einen offenen Brief an ihre ehemaligen Kunden veröffentlicht hatte. Darin bekannte Pirinçci sich als häufiger Freier. Emma warf ihm daraufhin vor, er habe sich mit den Felidae-Romanen „sensibel in die Katzenseele“ eingefühlt, es mangele ihm jedoch an Empathie für Frauen.

### Journalistenwatch
Pirinçci veröffentlicht auch auf Journalistenwatch, einer Plattform der Neuen Rechten.

### Deutschland von Sinnen: Der irre Kult um Frauen, Homosexuelle und Zuwanderer
Der Bestseller Deutschland von Sinnen: Der irre Kult um Frauen, Homosexuelle und Zuwanderer ist ein im März 2014 publiziertes polemisches Sachbuch, in dem Pirinçci die seiner Ansicht nach privilegierte Stellung von Homosexuellen, Migranten und Frauen in der politischen Debatte der Bundesrepublik angreift. Er agitiert darin gegen Minderheiten, die Angebote zur Kooperation ausschlügen und undemokratisch viel Einfluss und Blockademacht hätten. Das Werk ist von einer derben, polemischen Ausdrucksweise geprägt, was für zahlreiche Reaktionen und kritische Besprechungen sorgte. Der Brockhaus resümiert, dass das Buch von Kritikern „als menschenverachtend und hasserfüllt“ bezeichnet werde. Auf den Spiegel-Bestsellerlisten hielt es sich Anfang 2014 konstant unter den Top-10-Taschenbüchern des Bereichs Sachbuch. Es wurde in der von André F. Lichtschlag verlegten Edition Sonderwege als Imprint im Manuscriptum-Verlag Thomas Hoofs veröffentlicht.
Lesungen
Mehrfach wurde Pirinçci von Mitgliedern der Burschenschaftlichen Gemeinschaft zu Lesungen eingeladen. Im Mai 2014 las er in Erlangen für die Burschenschaft Frankonia aus Deutschland von Sinnen. Unter den Gästen waren der NPD-Landesgeschäftsführer Axel Michaelis, der neonazistische Publizist Jürgen Schwab, der rechtsextremistische Szeneanwalt Frank Miksch sowie weitere Aktivisten der rechtsextremen Szene. Die Juso-HSG organisierte eine Protestveranstaltung. Im Jahresverlauf las Pirinçci auch bei der Burschenschaft Danubia München und der Hamburger Burschenschaft Germania.
Vielfach trat Pirinçci auf Einladung bei Veranstaltungen der AfD auf, etwa im Mai 2014 in der Meistersingerhalle in Nürnberg, wobei Verena Brüdigam moderierte. Laut den Nürnberger Nachrichten sagte Pirinçci dabei: „Es geht mir am Arsch vorbei, wenn man mich einen Nazi nennt, das ist mir scheißegal“. Im September 2014 sponserte die AfD Mecklenburg-Vorpommern eine Lesung in Stralsund. Der Kreisverband der AfD Osnabrück lud ihn für eine Veranstaltung Ende Oktober 2014 ein. Eine für Juni geplante Lesung in Stuttgart auf Einladung der AfD-Jugendorganisation Junge Alternative fiel aus, angeblich auch auf Druck der Mutterpartei.
Die Zeitschrift eigentümlich frei veranstaltete eine Lesung mit Pirinçci im Bonner Brückenforum. Im Juni las er auf Einladung des Witikobundes auf dem Sudetendeutschen Tag in Augsburg. Der Bürgermeister der Stadt distanzierte sich.
Im November 2014 las Pirinçci in Dresden aus seinem Buch, beschimpfte Politiker, Schwule und Frauen und warb für die AfD. Die Einladung durch die FDP-nahe Wilhelm-Külz-Stiftung führte zu einem kleinen Skandal, das Goethe-Institut zog seine Raumzusage zurück. Der Verwaltungsratsvorsitzende der Stiftung, Thomas Felsner, verteidigte die Lesung. Moderator war der sächsische FDP-Pressesprecher Michael Deutschmann. Die Veranstaltung wurde in ein Hotel eines FDP-Lokalpolitikers verlegt. Bei dieser Lesung waren auch eine Reihe von Pegida-Funktionären und Pegida-Anhänger anwesend.
Bei einer im Dezember 2014 organisierten Kundgebung des Bonner Pegida-Ablegers Bogida las er eine kurze Passage aus seinem Buch.
Im Januar 2015 sollte Pirinçci für die islamfeindliche Partei Die Freiheit in Oberhausen lesen. Das Hotel sagte die Räumlichkeiten ab. Auch im November 2015 musste eine Veranstaltung mit Pirinçci in einem Herforder Hotel abgesagt und an einen anderen Ort verlegt werden, da es laut einem Sprecher der AfD-Jugendorganisation Junge Alternative, die als Veranstalterin fungierte, zu massiven Drohungen gekommen war. Die Geschäftsführerin des Hotels widersprach allerdings dieser Darstellung und sagte, sie habe keine Drohungen erhalten.

### Auseinandersetzung Sexualkunde
Im Juli 2014 veröffentlichte Pirinçci auf Facebook eine Schmähkritik gegen die Sozialwissenschaftlerin Elisabeth Tuider. Er bezog sich dabei auf ein am 30. Juni 2014 von der HNA mit Tuider geführtes Interview, in dem diese die Ansicht vertritt, dass im Rahmen einer zeitgemäßen Sexualpädagogik auch Fragen von Schülern zu sexuellen Praktiken Eingang in eine entsprechende Unterrichtskonzeption finden sollten. In der Folge wurden Gewaltdrohungen und weitere Schmähungen gegenüber Tuider gepostet. Auf Nachfrage der taz begründete Pirinçci seine Wortwahl damit, dass die Medien seine Kritik sonst „nicht wahrnehmen“ würden. Als der Sozialwissenschaftler Heinz-Jürgen Voß daraufhin eine Unterstützungskampagne für Tuider initiierte, wurde auch er von Pirinçci mit schwulenfeindlichen Herabwürdigungen angegriffen. Auf privatrechtlichem Weg erwirkte Voß eine einstweilige Verfügung. Demnach darf Pirinçci die Äußerungen bei Androhung einer Strafe von 250.000 Euro nicht wiederholen. Im Januar 2015 akzeptierte Pirinçci auch einen Strafbefehl und zahlte eine Geldstrafe in Höhe von 8.000 Euro wegen Beleidigung. Im März 2017 verhandelte das Landgericht Bonn gegen ihn.

### Auftritt zum Pegida-Jahrestag im Oktober 2015
Nach einem ersten Auftritt im Dezember 2014 bei dem von rechtsextremen Aktivisten organisierten Bonner Pegida-Ableger Bogida, bei dem er eine kurze Passage aus seinem Buch Deutschland von Sinnen verlas, trat Pirinçci zum Jahrestag der Pegida-Demonstrationen am 19. Oktober 2015 in Dresden als angekündigter „Stargast“ auf. Bereits am Vortag hatte er, adressiert ausdrücklich auch an den „Herr[n] Staatsanwalt“, auf seinem Blog einen Text angekündigt, „der in Sachen Wutrede in diesem Lande Maßstäbe setzen“ werde. Pirinçci folgte nach eigenen Angaben einer Einladung der damaligen Pegida-Aktivistin Tatjana Festerling, einer „guten Freundin“, die er auf Facebook kennengelernt habe.

#### Rede
Pirinçci verwendete in seiner halbstündigen Rede die später in den Medien als „KZ-Passage“ bekannt gewordene umstrittene Formulierung:
„Offenkundig scheint man bei der Macht [diese Bezeichnung bezog sich konkret auf den unmittelbar zuvor namentlich genannten, für Flüchtlingsunterbringung zuständigen hessischen Regierungspräsidenten Walter Lübcke] die Angst und den Respekt vor dem eigenen Volk so restlos abgelegt zu haben, dass man ihm schulterzuckend die Ausreise empfehlen kann, wenn er gefälligst nicht pariert.“ – Pause, Beifall vom Publikum, „Widerstand“-Rufe „Es gäbe natürlich auch andere Alternativen. Aber die KZs sind ja leider derzeit außer Betrieb.“ – Beifall vom Publikum
Die KZ-Aussage bezog sich auf eine Äußerung des CDU-Politikers Lübcke, der die Einrichtung einer Erstaufnahmestelle mit dem Argument verteidigt hatte, dass all jene, die diese Werte nicht vertreten würden, Deutschland jederzeit verlassen könnten. Außerdem bezeichnete Pirinçci in seiner Rede Politiker als „Gauleiter gegen das eigene Volk“, das heutige Deutschland als „Scheißstaat“ und Asylbewerberinnen als „flüchtende Schlampen“. Muslime würden „Ungläubige mit ihrem Moslemsaft vollpumpen“, es drohe eine „Moslemmüllhalde“ in Deutschland. (In erster Linie muslimische) Geflüchtete beschrieb er als „Invasoren“, „Nutz- und Kulturlose“, „Kolonialisten“ und „Flüchtlanten“. Im Hinblick auf Muslime sprach er von einer „höchst krankhaften Beschäftigung mit allem, was nach Fickerei und Gewalt riecht, wobei ihnen ein gewisser Allah den Weg weist“. Bündnis 90/Die Grünen nannte er eine „Kinderfickerpartei“ und den Sprecher der Erfurter Moschee einen „Moslemfritzen mit Talibanbart“, der mit der deutschen Kultur so viel gemein habe „wie mein Arschloch mit Parfümherstellung“.

#### Darstellung der „KZ-Passage“ durch die Medien
Viele deutsche Medien berichteten zunächst fälschlicherweise, Pirinçci habe die KZ-Aussage auf Flüchtlinge bezogen. Dadurch wurde eine Debatte über Fehler im medialen Umgang mit Pirinçcis Rede ausgelöst. Es sei an sich schon beunruhigend, so Stefan Niggemeier in der Frankfurter Allgemeinen Zeitung, dass es die Mehrheit der großen deutschen Medien nicht schaffe, eine entscheidende, leicht überprüfbare Tatsache richtig wiederzugeben. Angesichts des Misstrauens und der „Lügenpresse“-Vorwürfe von Medienkritikern sei es umso verheerender, wie dieser Fehler die Berichterstattung über alle Mediengattungen hinweg dominiere und Journalisten sich weigerten, Tatsachen zur Kenntnis zu nehmen. Pirinçcis Rechtsanwalt Joachim Steinhöfel erwirkte gegen die B.Z. und den WDR einstweilige Verfügungen. Laut Matthias Kamann nahm es Pirinçci in Kauf, den Begriff „KZ“ in die Nähe des Flüchtlingsthemas zu holen. Für Patrick Gensing war die Interpretation der umstrittenen Passage „keineswegs so eindeutig“, da viele Leute, die sich die Rede angehört hätten, ebenfalls verstanden hätten, dass Pirinçci sich auf Flüchtlinge bezogen habe. Es sei „erstaunlich“, dass sich „ein Schriftsteller so ungenau auszudrücken“ wisse, der sich „wohl bewusst“ sei, dass „die deutsche Öffentlichkeit bei dem Begriff KZ hellhörig“ werde. Martin Niewendick schrieb, Pirinçci habe „aus den so genannten Asylkritikern die neuen Juden gemacht und aus bundesrepublikanischen Politikern und Amtsträgern die neuen Nazis“.

#### Reaktionen
Aufgrund mehrerer Strafanzeigen leitete die Staatsanwaltschaft Dresden am Tag nach der Rede Ermittlungen wegen Volksverhetzung ein.
Der rechtspopulistische Pegida-Gründer Lutz Bachmann entschuldigte sich am Folgetag für Pirinçcis „unmöglichen Auftritt“ und sagte, er hätte sofort das Mikro abschalten müssen. Dieses Versäumnis sei ein „gravierender Fehler“ gewesen. Der Webmaster seines Blogs Der kleine Akif kündigte nach Pirinçcis Pegida-Rede und hinterließ einen Abschiedsbrief. Darin beschreibt er, dass er sich für Pirinçci fremdschäme und ihn darauf hingewiesen habe, dass „95 % deiner Leser von rechten und ultrarechten verweisenden Webseiten kämen, und dass du deren Hass schürende Vorurteile und Ängste befeuerst“. Das Internationale Auschwitz Komitee nannte die Äußerungen Pirinçcis ein „widerliches Signal der Schamlosigkeit“.

#### Boykott
Die Verlagsgruppe Random House distanzierte sich von Pirinçcis Äußerungen und stoppte den Vertrieb seiner belletristischen Titel. Auch der auf eine politisch rechte Leserschaft spezialisierte Manuscriptum-Verlag, der Pirinçcis neues Buch Die große Verschwulung noch verlegt hatte, sowie der Kopp Verlag beendeten – nach Auskunft des Manuscriptum-Verlages bereits vor dem Pegida-Auftritt – die Zusammenarbeit mit dem Schriftsteller. Die Buchgroßhändler KNV, Umbreit und Libri sowie die Einzelhändler Amazon, Mayersche Buchhandlung und Thalia nahmen die Titel Pirinçcis einige Tage nach dem Auftritt aus dem Programm, bei Thalia sind Bestellungen nur noch auf expliziten Kundenwunsch in den Buchhandlungen möglich. Wegen dieses Boykotts liefert der Manuscriptum-Verlag seit November 2015 Pirinçcis in einer Auflage von 20.000 Stück gedrucktes neues Buch Die große Verschwulung nur noch direkt per Post an Endkunden aus. Auch der im Jahre 2021 erschienene Liebes-Roman „Odette“ wurde nach rund zwei Wochen bei Amazon Deutschland aus dem Sortiment entfernt. Weil auch frühere Kriminalromane wie Felidae davon betroffen sind, bezeichnet Pirinçci dieses Vorgehen als Cancel Culture.
Heribert Seifert kritisierte in der Neuen Zürcher Zeitung den Boykott Pirinçcis durch den deutschen Buchhandel. Dieser ziele nicht bloß auf Ausgrenzung vulgär-aggressiver Publizistik, sondern auf die vollständige Tilgung eines Schriftstellers aus der öffentlichen Wahrnehmung. Zudem rege sich in derselben Medienwelt, die sich gerade eben mit Je suis Charlie mit einer Zeitschrift solidarisiert habe, die in „ressentimentgeladener Vulgarität“ mit Pirinçcis politischen Einlassungen mithalten könne, kaum Widerspruch gegen „solch purgatorischen Furor“.
Die Junge Alternative solidarisierte sich mit Pirinçci und kündigte die Beendigung eines bestehenden „Partnerprogramms“ mit Amazon an. Man könne „nicht mit Leuten zusammenarbeiten, die aus billigem Opportunismus heraus die Meinungsfreiheit in Deutschland untergraben“ würden. Ein Mitglied des AfD-Bundesvorstandes lobte die Aktion als „richtigen Schritt“.
David Berger, ehemaliger Chefredakteur des Schwulen-Magazins Männer, der wegen eines den Holocaust relativierenden Textes entlassen worden war, kritisierte einen „Rückfall des deutschen Buchhandels in die Barbarei“ durch Boykott und angekündigte Schredderaktionen. Es werde dem Leser nahezu unmöglich gemacht, sich selbst ein Bild zu machen. Dieses Vorgehen gehe selbst über die von der katholischen Inquisition abgeschaffte Zensur hinaus, deren Entscheidungen nur vom Inhalt des konkreten Buches abhängig gewesen seien. Dies bedeute einen Abschied von jenem Denken, für das Voltaire und die anderen großen Philosophen Europas stünden.

#### Stellungnahme Pirinçcis
Pirinçci erwog nach eigenem Bekunden aufgrund der Reaktionen auf seinen Pegida-Auftritt, Deutschland zu verlassen. Er bezeichnete gegenüber dem Stern seine Rede als „Riesenfehler“, weil er sie vor dem „falschen Publikum“ gehalten habe, und „das mit dem KZ, diesem neurotischen deutschen Wort, […] war ein noch größerer Fehler. Es lud zur Falschinterpretation geradezu ein.“ Pirinçci betonte seine Dankbarkeit gegenüber Deutschland und seine Abneigung gegen eine „muslimische Gesellschaft“. Er sei weder ein „Nazi“, noch habe er etwas „mit Rechten am Hut“, sondern sei „ein kontrollierter Irrer“. Die Pegida-Aktivistin Festerling habe seinen Text vor der Veranstaltung überflogen und „lustig“ gefunden. In der Jungen Freiheit äußerte Pirinçci, es sei „ein unfassbarer Druck aufgebaut worden, und zwar ausgerechnet von anderen Autoren, also Kollegen“. Das sei „wirklich unglaublich“. „Unsere Instrumente als Autoren“ seien „die Meinungsfreiheit, die Pressefreiheit, die Kunstfreiheit“. Stattdessen hätten Schriftsteller verlangt, „dass ein anderer Schriftsteller verboten wird“. Gegenüber dem Express bekräftigte Pirinçci seine Islamfeindlichkeit, verteidigte und wiederholte teilweise wörtlich seine Schmähungen gegen Flüchtlinge und lehnte eine Entschuldigung für seine Pegida-Rede ab.

#### Nachwirkungen
Nach der Ermordung Lübckes am 1. Juni 2019 durch den Rechtsextremisten Stephan Ernst fanden die Ermittler in der Wohnung seines Helfers Markus Hartmann ein Buch von Pirinçci. Hartmann hatte Lübckes Namen in dem Buch mit einem Textmarker gelb markiert.

### Publikationen seit 2016
Seit 2016 publiziert Pirinçci, beginnend mit dem Buch Umvolkung: Wie die Deutschen still und leise ausgetauscht werden, im neurechten Verlag Antaios von Götz Kubitschek. In diesem Werk, das sich der rechten Verschwörungserzählung des „Bevölkerungsaustauschs“ bedient, polemisierte Pirinçci gegen Politiker, Journalisten und „Flüchtilanten“ und forderte, ein „Staat, der noch diesen Namen verdient“, dürfe sich „nicht durch Erpressung von Medienhippies zum Vollstrecker eines realitätsfernen Humanismus aufschwingen“. Weiter schreibt Pirinçci in diesem Buch, Syrien sei schon immer ein „muslimischer Saustall“ gewesen. In einer Mitteilung des Antaios Verlags hieß es dazu, Pirinçci sei „der bisher letzte Autor, dessen Werk in Deutschland vollständig“ habe „vernichtet“ werden sollen.

## Gerichtsverfahren und Verurteilungen

### Pegida-Strafverfahren
Das Amtsgericht Dresden erließ gegen Pirinçci auf Antrag der Staatsanwaltschaft Dresden einen Strafbefehl zur Zahlung einer Geldstrafe in Höhe von 180 Tagessätzen zu je 65 Euro. Das Gericht sah den Tatbestand der Volksverhetzung bei seinem Pegida-Auftritt erfüllt; der Strafbefehl wurde am 1. Februar 2017 zugestellt. Pirinçci legte Einspruch dagegen ein. In der auf den Einspruch folgenden Hauptverhandlung gab Pirinçci an, „pleite“ zu sein, und bat um ein milderes Strafmaß als im Strafbefehl veranschlagt. Es kam zu einer Verständigung im Strafverfahren; im Falle eines Geständnisses wurde eine niedrigere Strafe als im Strafbefehl in Aussicht gestellt. Über seinen Anwalt ließ Pirinçci ein Geständnis ablegen: Zwar seien etliche Passagen seiner Rede „von der Meinungsfreiheit gedeckt“ gewesen, allerdings würden „zwei Passagen“ zu „stark pauschalisieren“. Damit sei der Autor „übers Ziel hinausgeschossen“. Die Staatsanwaltschaft beantragte nun eine Geldstrafe in Höhe von 120 Tagessätzen à 30 Euro, das Gericht folgte dem Antrag der Verteidigung und verurteilte Pirinçci am 25. September 2017 zu einer Geldstrafe in Höhe von 90 Tagessätzen à 30 Euro. Zwei Passagen seiner Rede überschritten nach Überzeugung des Gerichts die Grenzen der freien Meinungsäußerung: die Bezeichnung von Flüchtlingen und ihrer Familien als „Moslem-Müllhalde“ und die pauschale Bezeichnung von Flüchtlingen als Vergewaltiger. Zu seinen Gunsten spreche, dass er die Tat einräume und erhebliche wirtschaftliche Folgen zu tragen habe und dass er bereits seit zwei Jahren nicht mehr auffällig geworden sei. Nach der Verhandlung sagte er gegenüber Reportern: „Es tut mir unheimlich leid.“

### Verfahren am Amtsgericht Bonn
Am 14. März 2017 wurde Pirinçci am Amtsgericht Bonn wegen Volksverhetzung und Beleidigung zu 5.100 Euro Geldstrafe (170 Tagessätze à 30 Euro) verurteilt. Grund war eine Hetzschrift unter dem Titel „Freigabe des Fickviehs“ und ein Facebook-Post vom 1. August 2014, in dem er eine Kasseler Sexualforscherin als „sexbesessene Zwangsjacken-Kandidatin“ beleidigt hatte. Die hiergegen eingelegte Berufung hat er am 20. März 2018 auf Hinweis des Gerichts zurückgenommen. Die Entscheidung des Amtsgerichts Bonn ist damit rechtskräftig.

### Verfahren am Landgericht Bonn und am Oberlandesgericht Köln
In einem weiteren Strafverfahren wurde Pirinçci am Landgericht Bonn wegen Beleidigung zu 120 Tagessätzen à 30 Euro verurteilt. Die Staatsanwaltschaft Bonn legte gegen einen Teilfreispruch vor dem Oberlandesgericht Köln Revision ein. Das OLG hob diesen Teilfreispruch im Dezember 2019 wieder auf, es sah den Vergleich eines Journalisten mit „Gashahnaufdreher“ als eine Ehrkränkung von erheblichem Gewicht an und verwies die Sache wieder an das LG Bonn.

### Verfahren am Verwaltungsgericht Köln
Im Juni 2019 zog Pirinçci seinen Antrag auf Zulassung der Berufung vor dem Oberverwaltungsgericht NRW gegen ein Urteil des Verwaltungsgerichts Köln zurück. Dieses hatte im Juli 2018 seine Klage gegen die Landesanstalt für Medien Nordrhein-Westfalen abgewiesen. Geklagt hatte Pirinçci gegen einen Bescheid der Medienanstalt, mit dem ihm die Verbreitung von zwei Texten auf seiner Homepage untersagt worden waren, da diese als Volksverhetzung zu bewerten waren, da sie die Menschenwürde von Muslimen, Flüchtlingen und Asylsuchenden herabgesetzt hatten und somit einen Verstoß gegen den Jugendmedienschutz-Staatsvertrag darstellten. Außerdem wurde ihm in diesem Bescheid zusätzlich aufgegeben, einen Jugendschutzbeauftragten zu bestellen.

### Verfahren am Landgericht Bonn wegen Beleidigung
Am 21. Oktober 2021 wurde Pirinçci am Landgericht Bonn wegen Beleidigung Luisa Neubauers mit sexuellem Inhalt zu einer Freiheitsstrafe von vier Monaten verurteilt, die zu einer dreijährigen Bewährungszeit ausgesetzt wurde. Das Urteil ist aufgrund einer von ihm eingelegten Berufung nicht rechtskräftig.

### Verfahren am Landgericht Frankfurt am Main
In derselben Angelegenheit wie dem beim Landgericht Bonn verhandelten Tatvorwurf der Beleidigung wurde er zivilrechtlich aufgrund einer vom Gericht erkannten Schmähkritik zu einer Entschädigungszahlung in Höhe von 6.000 Euro zugunsten von Luisa Neubauer verurteilt. Gemäß dem Urteil darf er seine entsprechenden Äußerungen nicht wiederholen.
Da Pirinçci nicht zahlte, ließ Luisa Neubauer 2022 das Konto von Akif Pirinçci um ca. 10.000 Euro pfänden (6.000 Euro Entschädigungszahlung plus Verfahrenskosten).

### Verfahren am Amtsgericht Bonn wegen Volksverhetzung
Im September 2023 erhob die Staatsanwaltschaft Bonn Anklage gegen Pirinçci wegen Volksverhetzung, weil er im Juni 2023 in seinem Blog von Muslimen und „Afros“ geschrieben hatte, die 2015/16 als „Schmarotzer“ nach Deutschland gekommen seien und sich „mikrobenartig immer weiter vermehren“ würden. Außerdem unterstellte er, sie wären für eine „bis heute nicht abreißende Serie bestialischer Verbrechen vor allem an Frauen“ verantwortlich. Hierdurch stachelte er nach Einschätzung der Staatsanwaltschaft zum Hass gegen Teile der Bevölkerung auf und griff die Würde anderer Menschen an.
Im Februar 2024 wurde Pirinçci vom Amtsgericht Bonn zu einer Freiheitsstrafe von neun Monaten verurteilt. Da er bereits unter Bewährung stand, wurde das Urteil nicht zur Bewährung ausgesetzt. Pirinçci kündigte an, in Berufung zu gehen.
Im Januar 2025 hat das Oberlandesgericht Köln im Revisionsbeschluss das Urteil des Landgerichts Bonn aufgehoben.

## Veröffentlichungen

### Belletristik
- Tränen sind immer das Ende. Goldmann, München 1980, ISBN 3-442-06380-9.
- Felidae. Goldmann, München 1989, ISBN 3-442-09298-1.
- Der Rumpf. Goldmann, München 1992, ISBN 3-442-30404-0.
- Francis. Goldmann, München 1993, ISBN 3-442-30428-8.
- Yin. Roman. Goldmann, München 1997, ISBN 3-442-30497-0.
- Cave Canem. Goldmann, München 1999, ISBN 3-442-30498-9.
- Die Damalstür. Goldmann, München 2001, ISBN 3-442-30499-7. Neuveröffentlichung unter dem Titel: Die Tür. Goldmann, München 2009, ISBN 978-3-442-47193-5.
- Das Duell. Eichborn-Verlag, Frankfurt am Main 2002, ISBN 3-8218-0865-9.
- Salve Roma! Eichborn-Verlag, Frankfurt am Main 2004, ISBN 3-8218-0956-6.
- Schandtat. Ein Felidae-Roman. Diana-Verlag, München 2007, ISBN 978-3-453-00620-1.
- Felipolis. Ein Felidae-Roman. Diana-Verlag, München 2010, ISBN 978-3-453-29097-6.
- Göttergleich. Ein Felidae-Roman. Heyne, München 2012, ISBN 978-3-453-26846-3.
- mit Rolf Degen: Das große Felidae-Katzenbuch. Was sie fühlen, wie sie denken, was sie lieben. Goldmann, München 1994, ISBN 3-442-30608-6 (Erweiterte Ausgabe unter dem Titel: KatzenSinne. Was sie fühlen, denken, lieben. Goldmann, München 1995, ISBN 3-442-43204-9).
- Der eine ist stumm, der andere ein Blinder. Rotbuch-Verlag, Hamburg 2006, ISBN 3-434-53146-7.
- Der letzte Weltuntergang. Krimi-Erzählungen. Rotbuch-Verlag, Berlin 2007, ISBN 978-3-86789-018-2.
- SLAM. Roman. Ein Together-Writing-Projekt nach einer Story von Akif Pirinçci. CreateSpace, Bonn 2012, ISBN 978-1-4811-6589-1.
- als Cedric Arnold (Pseudonym): Volltreffer. Roman. Heyne, München 2010, ISBN 978-3-453-43558-2.
- Odette. Moderne Zeiten Verlag, Kassel 2021, ISBN 978-3-949585-00-5.

### Weitere
- Deutschland von Sinnen. Der irre Kult um Frauen, Homosexuelle und Zuwanderer. Edition Sonderwege, Manuscriptum Verlagsbuchhandlung, Waltrop 2014, ISBN 978-3-944872-04-9.
- Akif Pirinçci und Andreas Lombard (Hrsg.): Attacke auf den Mainstream – „Deutschland von Sinnen“ und die Medien. Edition Sonderwege, Manuscriptum Verlagsbuchhandlung, Waltrop 2014, ISBN 978-3-944872-09-4.
- Die große Verschwulung. Wenn aus Männern Frauen werden und aus Frauen keine Männer. Edition Sonderwege, Manuscriptum Verlagsbuchhandlung, Waltrop 2015, ISBN 978-3-944872-22-3.
- Umvolkung. Wie die Deutschen still und leise ausgetauscht werden. Verlag Antaios, Schnellroda 2016, ISBN 978-3-944422-19-0.
- Akif auf Achse. Verlag Antaios, Schnellroda 2016, ISBN 978-3-944422-20-6.
- Der Übergang. Bericht aus einem verlorenen Land, Verlag Antaios, 2017, ISBN 978-3-944422-16-9.

## Filme
- Michael Schaack (Regisseur): Felidae. (Deutschland 1994)
- Anno Saul (Regisseur): Die Tür. Verfilmung von Die Damalstür (Deutschland 2009)[111]